# Reformierter Friedhof Hochstraße (Wuppertal)

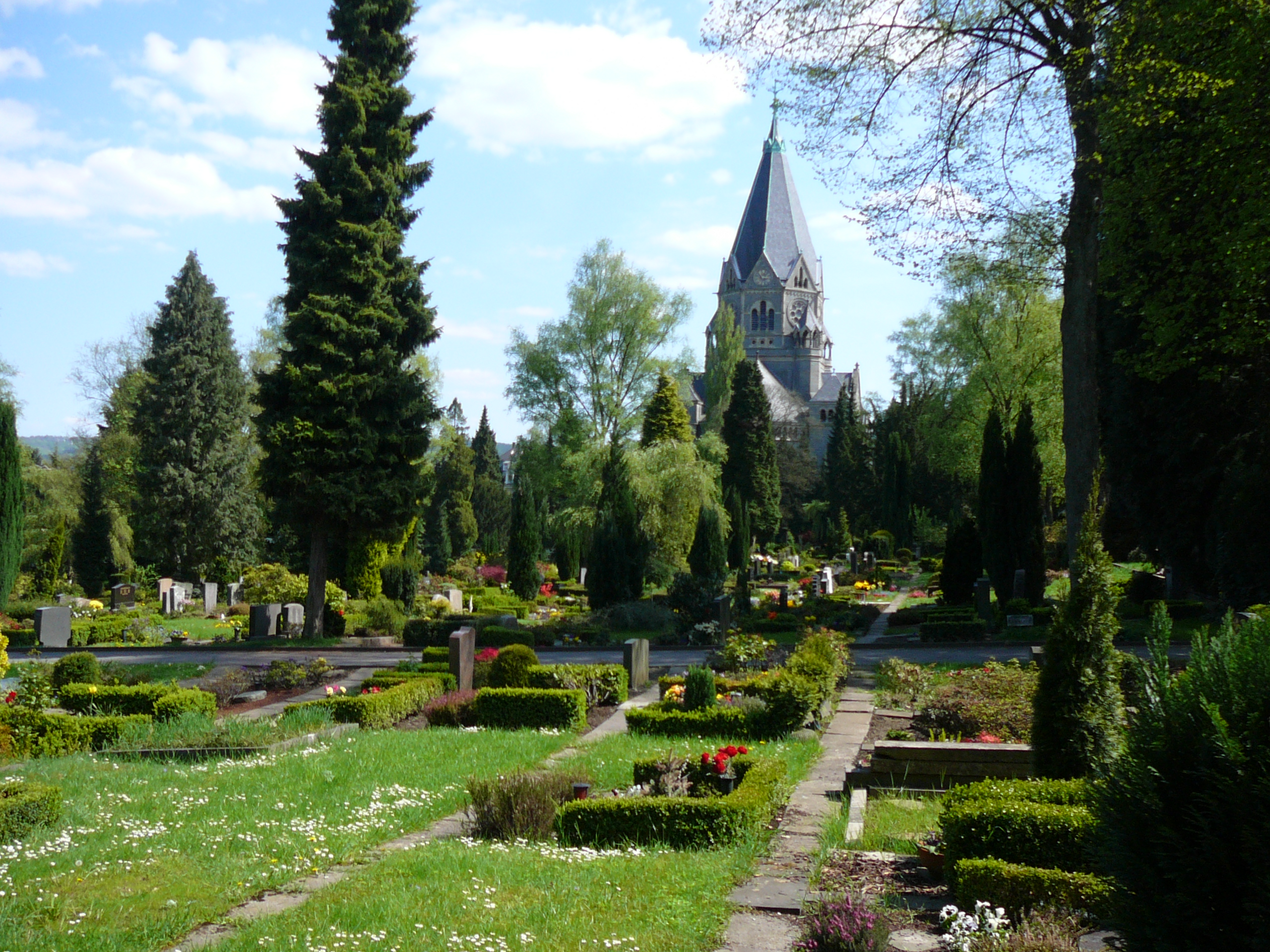
Blick über den Friedhof zur Friedhofskirche

Der Reformierte Friedhof Hochstraße ist neben dem Katholischen und dem Lutherischen Friedhof einer der drei Friedhöfe an der Hochstraße im Wuppertaler Stadtteil Elberfeld.

## Geschichte
Der Reformierte Friedhof wurde 1842 von der Reformierten Gemeinde Elberfelds angelegt, nachdem der 1786 eröffnete Friedhof an der heutigen Else-Lasker-Schüler-Straße der steigenden Anzahl an Bestattungen nicht mehr gerecht werden konnte. Zu dieser Zeit wurde bereits der neue Friedhof der Lutherischen Gemeinde Elberfelds auf der gegenüberliegenden Straßenseite der Hauptstraße nach Neviges eröffnet, das Grundstück des heutigen Reformierten Friedhofs war zu dieser Zeit noch leicht bewaldet und grenzte an das damals nur spärlich bebaute Arbeiterviertel der Elberfelder Nordstadt, den heutigen Ölberg. Erst 1844, zwei Jahre nach Eröffnung des Lutherischen Friedhofs gegenüber, konnten auf dem neuen Reformierten Friedhof die ersten Bestattungen abgehalten werden. Das Torgebäude an der Südseite des Friedhofs wurde 1843 errichtet und diente zunächst auch als Gottesdienststätte der Reformierten Kirchengemeinde Elberfeld.
1894–1898 wurde auf dem Gelände des bewusst besonders groß angelegten Friedhofes die Friedhofskirche errichtet. Das am Südwestende des Friedhofes erbaute Gotteshaus bekam seinen Namen aufgrund der Nähe zum Friedhof, stand aber abgesehen von der Gruftanlage in den Fundamenten der Kirche nie in Verbindung zu ebendiesem. Mit Erbauung der Friedhofskirche endete die Zeit der Kapelle als Gottesdienststätte, seitdem wurden nur noch Beerdigungsfeiern in dieser abgehalten. Zeitgleich mit der Friedhofskirche entstand auf dem Gelände des Friedhofes das Reformierte Pfarr- und Gemeindehaus Alemannenstraße, welches zunächst auch die Friedhofsverwaltung beherbergte.
Im Mai 2013 wurde auf dem Friedhof eine neue Kolumbarienanlage eingeweiht. Das Gebäude musste aufgrund baulicher Mängel und starker Schimmelpilzbildung allerdings schon 2016 vorerst geschlossen werden, der Zutritt ist auch Trauernden seitdem untersagt. Die Zukunft des Gebäudes ist daher ungewiss.
Mit 14.900 Grabstellen ist der neun Hektar große Reformierte Friedhof Hochstraße nach den Friedhöfen Bredtchen, Unterbarmen und dem Norrenberg der viertgrößte Evangelische Friedhof Wuppertals.

## Kapelle

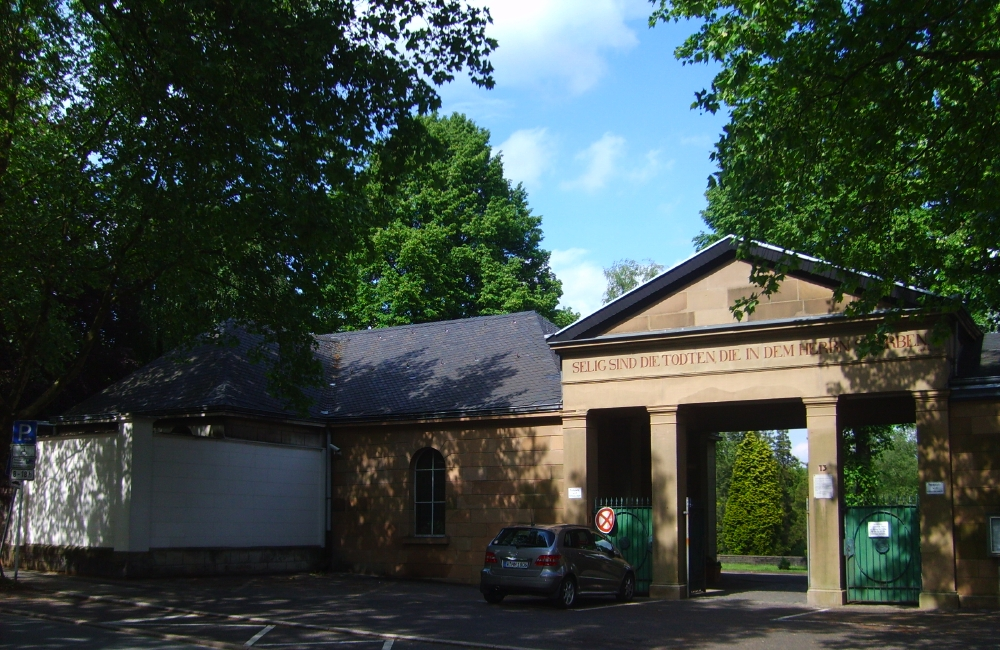
Eingangsportal mit Kapelle

Die 1843 errichtete Kapelle ist Teil des südlichen Torgebäudes, welches den Haupteingang zum Friedhof darstellt. Die Kapelle ist ein nach reformierter Tradition äußerst schlicht ausgeführtes Bauwerk im Stil des Klassizismus. Das siebzehn Meter lange Schiff der Kapelle mündet an der Nordseite in eine von mehreren Rundbögen abgegrenzte flache Apsis, welche gleichwie die Kirchenfenster an der Nordostseite der Kapelle in schlichten Pastelltönen verglast ist. An der Südwestseite befindet sich ein zur Straße hin vorgezogener querhausähnlicher Anbau, welcher im Innenraum eine Tribünenartige Bestuhlung aufweist und als Seitenschiff fungiert.
Die 156 Personen fassende Kapelle verfügte seit November 1933 über eine Pfeifenorgel von Paul Faust aus Schwelm, welche zehn Register und drei Transmissionen besaß. Der Orgelgehäuseentwurf stammte von Peter Klotzbach. Diese Orgel wurde 1958 durch ein Instrument aus der Werkstatt Alfred Führer ersetzt, welche über siebeneinhalb Register auf einem Manual mit Pedal verfügt.

## Persönlichkeiten
Auf dem Friedhof finden sich insgesamt 11 der 39 Ehrengrabstätten der Stadt Wuppertal sowie sechs denkmalgeschützte Grabmale.
Unter anderem finden sich dort die Gräber folgender Personen:
- Peter von Carnap (1823–1904), Gutsbesitzer und Stadtverordneter (Ehrengrab)
- Helmut Dahm (1913–1996), Historiker und Archivar
- Wilfried Eckey (1930–2010), Theologe
- Jacob Wilhelm Haarhaus (1798–1881), Unternehmer und Elberfelder Handelskammerpräsident (denkmalgeschützt)
- Otto Hausmann (1837–1916), Schriftsteller und Maler (Ehrengrab)
- Albert Neuhaus (1873–1948), Politiker (DNVP), 1925 Reichswirtschaftsminister
- Adolf Schlieper senior (1825–1887), Chemiker
- Adolf Schlieper junior (1865–1945), Industrieller und Chemiker (denkmalgeschützt)
- Johannes Schornstein (1789–1853), Musikdirektor und Chorleiter
- Johann Richard Seel (1819–1875), Maler und Karikaturist (Ehrengrab)
- Friedrich Storck (1838–1915) und Viktor Storck (1877–1969), Schriftsteller (Ehrengrab)

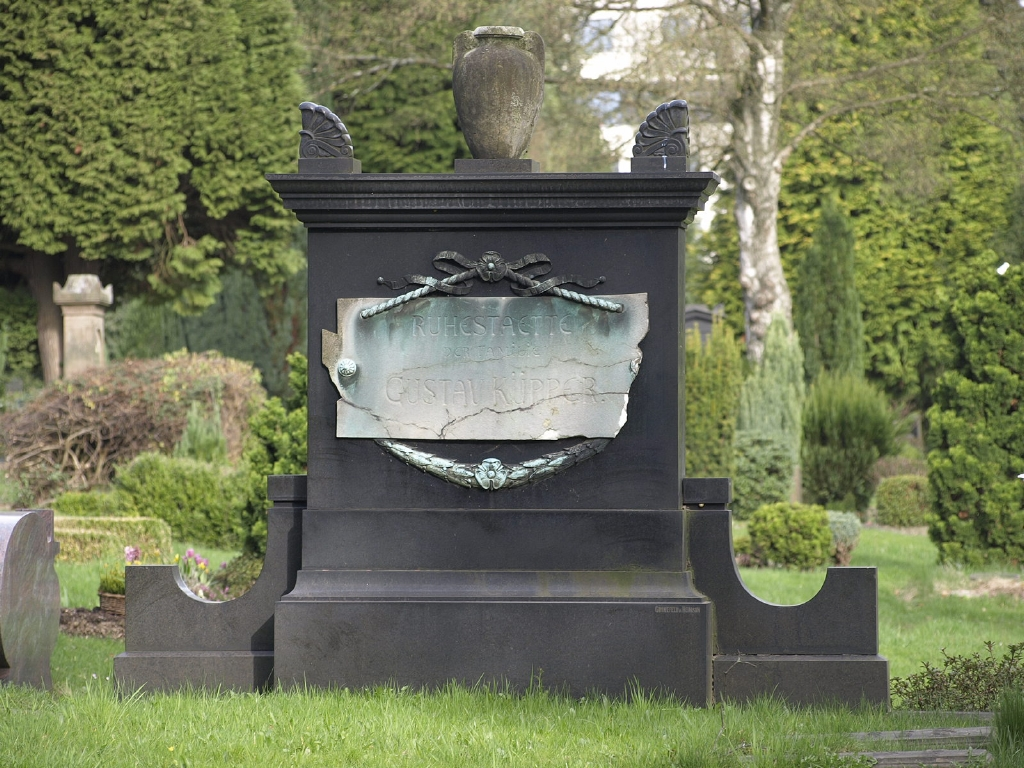
Grabstätte Familie August Küpper
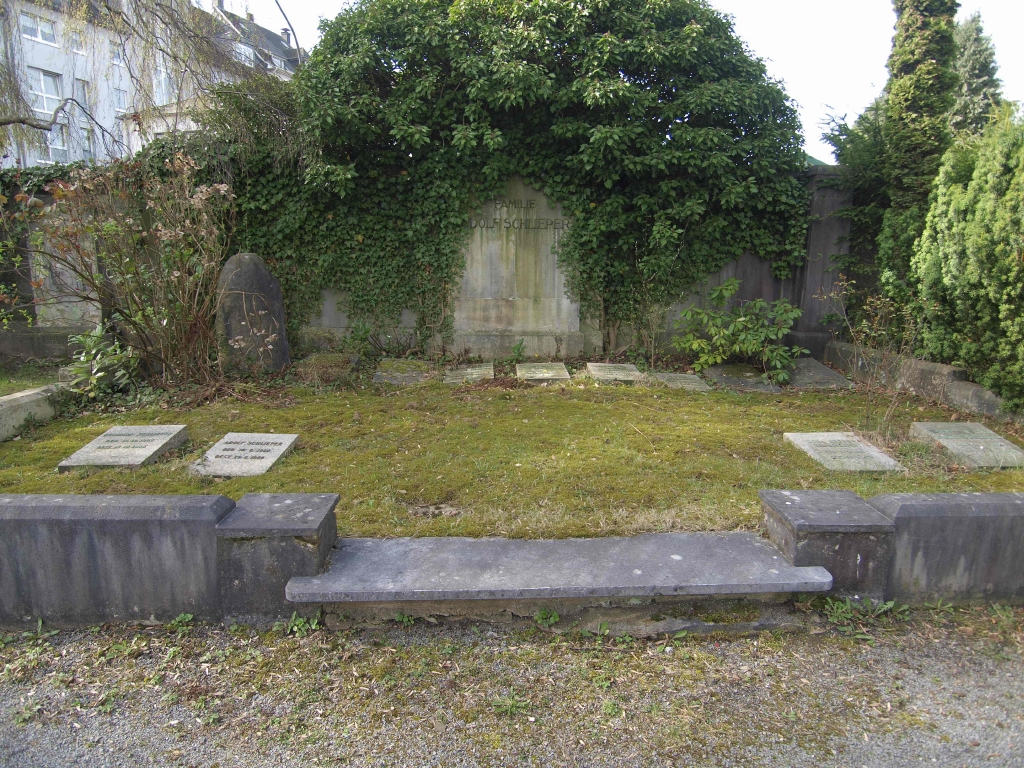
Grabstätte der Familie Dr. Adolf Schlieper
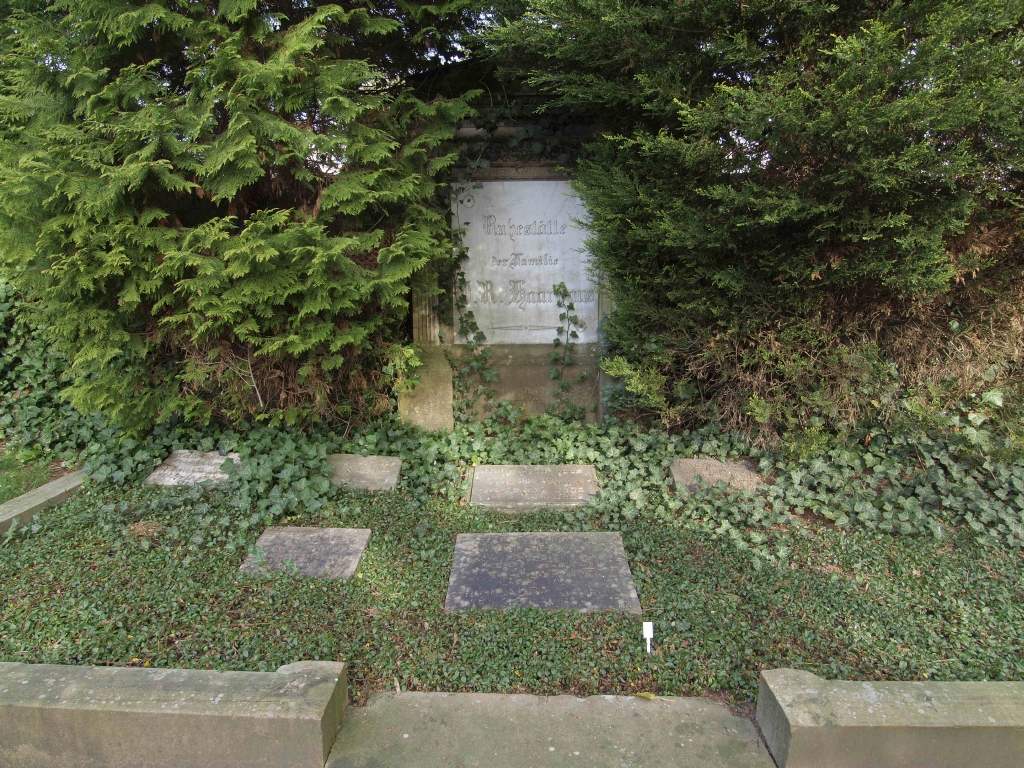
Grabmal J. R. Haarhaus
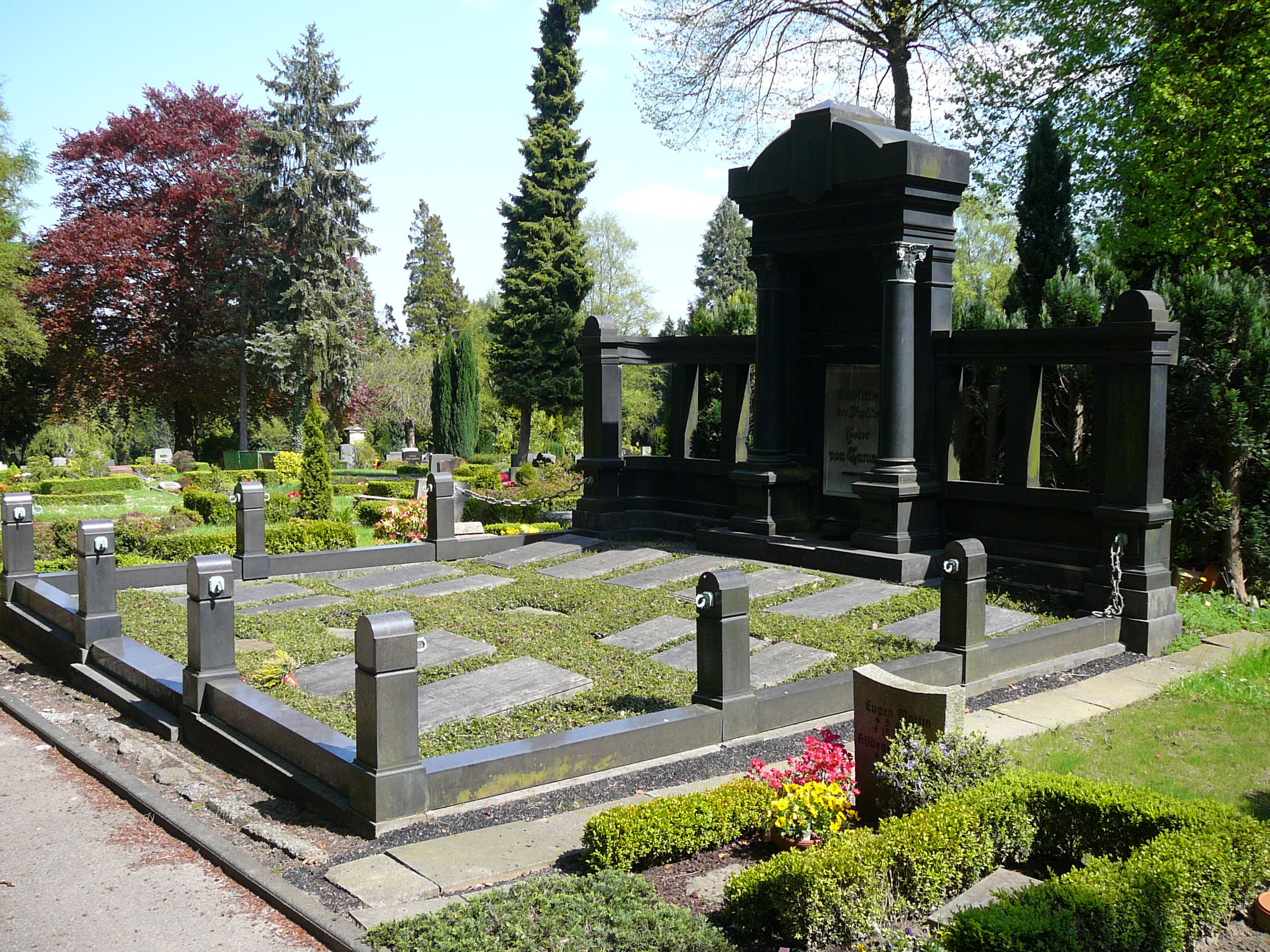
Ehrengrab der Familie von Carnap
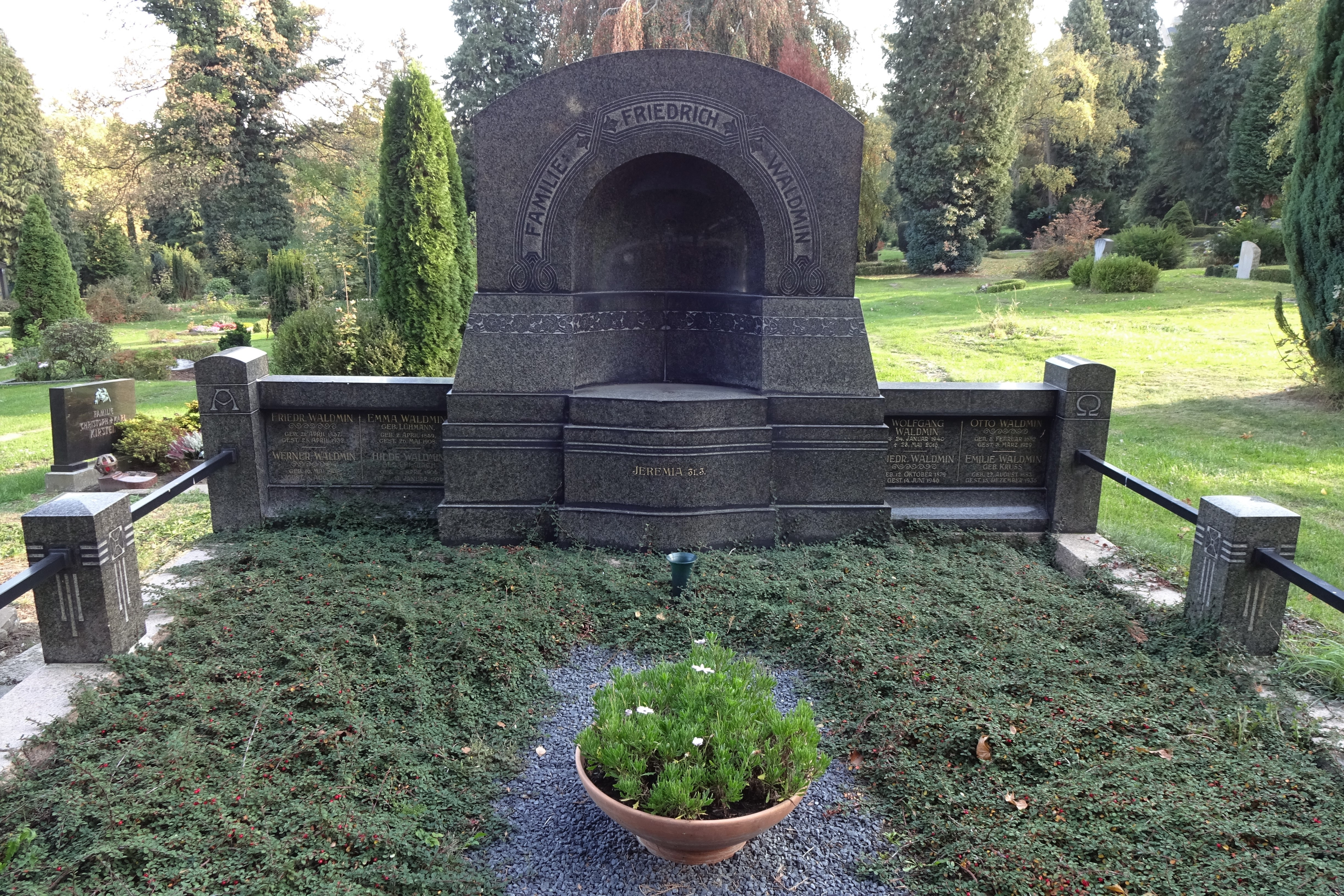
Familiengrab Friedrich Waldmin, gestaltet von Arno Breker (1925)
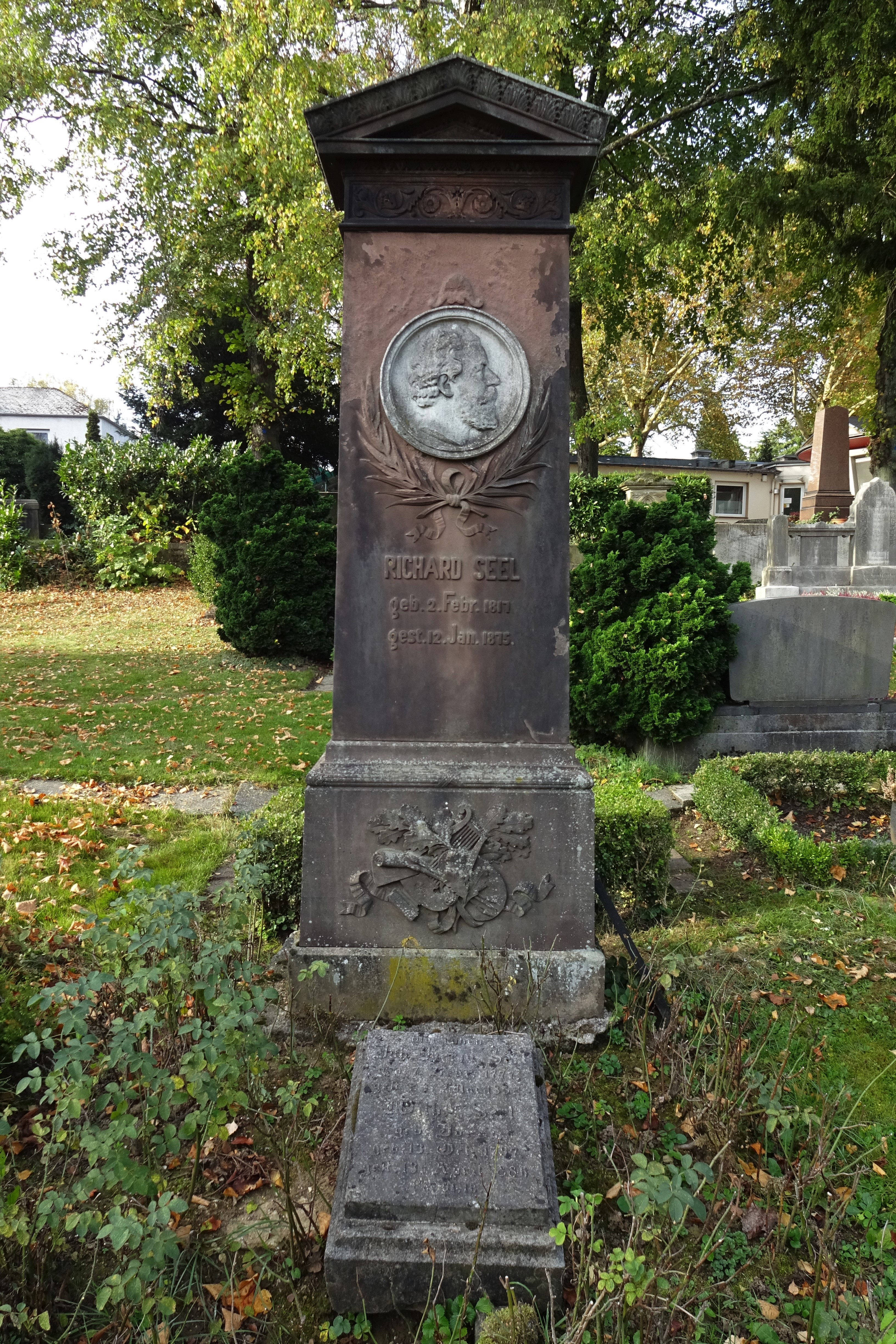
Grabstein Richard Seel mit Porträt von Bernhard Afinger